# Skałki Przegorzalskie
Die Skałki Przegorzalskie in Krakau sind ein Naturschutzgebiet im Wolski-Wald im Stadtteil Przegorzały.

## Geschichte
Das Naturschutzgebiet wurde 1959 auf mit Mischwald bewachsenen Kalkfelsen der südlichen Ausläufer des Krakau-Tschenstochauer Jura eingerichtet. Das Gebiet gehört der Jagiellonen-Universität.

## Lage
Oberhalb des Naturschutzgebiets befinden sich die Villa Baszta, das Schloss Wartenberg und das Gästehaus der Jagiellonen-Universität. Unterhalb des Reservats befindet sich das Weichseltal.

## Nachweise
- encyklopedia.naukowy.pl